# Phasia robertsonii
Phasia robertsonii är en tvåvingeart som först beskrevs av Charles Henry Tyler Townsend 1891.
Phasia robertsonii ingår i släktet Phasia och familjen parasitflugor. Artens utbredningsområde är Illinois. Inga underarter finns listade i Catalogue of Life.